# Kilt

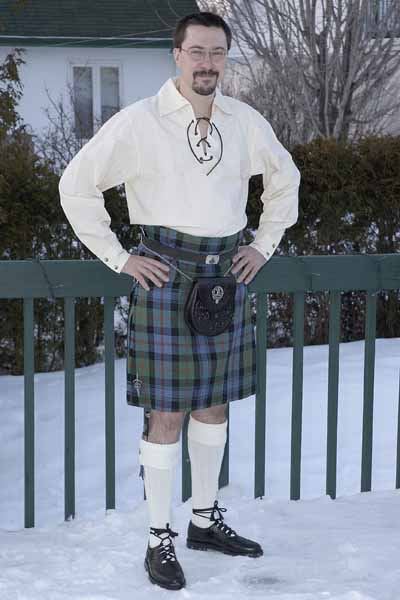
Mężczyzna w kilcie

Kilt – narodowy strój szkocki. Jest to spódnica zrobiona z tartanu, czyli materiału w kraciasty wzór. Kilt szyje się z pasa materiału o bardzo dużej szerokości, plisując go i składając na fason spódnicy kopertowej. Każdy ze szkockich klanów posiada własny wzór tartanu. Kilt jest strojem odświętnym, wkładanym na święta i uroczystości rodzinne. U skautów kilt jest częścią umundurowania.
Kilt jest tradycyjnie strojem męskim, choć dostępne są kobiece stroje wykonane z tartanu, oparte na tym wzorze. Mężczyźni mogą dodatkowo do kiltu nosić sporran – skórzaną lub futrzaną torebkę przyczepioną do paska na biodrach. Na kilcie często można spotkać broszę z symbolem klanu. Jest ona wpinana w dolny prawy róg.
Pierwsze wzmianki o kilcie pochodzą z XVI stulecia. Według opisu, ówczesny szkocki strój składał się z długiej lnianej koszuli, krótkiej kurteczki oraz wełnianego pledu. W zimie Szkoci zakładali wełniane obcisłe spodnie, a w lecie wełniane skarpetki pod kolana. Za obuwie służyły im lekkie kierpce z surowej skóry, chociaż zazwyczaj chodzili boso.
Ta koszula zanikła dopiero pod koniec XVI w. Na jej miejsce pojawił się wielki pled, mający prawie 2 metry szerokości i od 4 do 6 metrów długości. Żeby go założyć, Szkot musiał położyć pled na ziemi, specjalnie go zwinąć i zmarszczyć, a następnie, kładąc się na nim, owijał go sobie wokół ciała, przypinając skórzanym pasem. Na to wkładał kurtkę, a koniec pledu zarzucał na lewe ramię i spinał broszą. Tę postać kiltu określa się mianem the great kilt – wielki kilt. Na początku XVIII w. pojawiła się forma philabeg (small kilt – mały kilt), będąca dolną częścią wielkiego kiltu.

## Standardy

### Standardy ogólne
Najbliższym protoplaście – wielkiemu kiltowi – pozostaje standard ośmiojardowy. Są to najdroższe i najlepsze kilty. Zgodnie z nazwą, do ich uszycia potrzeba
ośmiu jardów materiału (ok. 7,5 m), choć czasem set składanej kraty wymaga więcej. Pojedyncza plisa ma ok. 10 cm głębokości.
Ośmiojardówki zakładane są na większe uroczystości, bale, śluby czy wesela. W wersji wieczorowej standardem jest założenie do takiego kiltu marynarki
typu Prince Charlie i sporranu typu dress. Wymaga się eleganckich butów, najlepiej oryginalnego obuwia kiltowego, z półodkrytą cholewą i długimi sznurówkami (tzw. ghilie brogues). Noszenie pasa w takim stroju jest niewskazane. Wymagane są także tradycyjne, długie skarpety kiltowe (kilt-hose).
Kolejnym standardem kiltu jest casual – uboższy niż wersja ośmiojardowa. Występuje w kilku wersjach – najczęściej spotykane są wykonane z tartanu o długości 3 i 5 jardów. Są to kilty do użytku codziennego lub na mniej formalne imprezy. Ten typ noszą także dość często formacje militarne. Bywa też używany do tańca. Najczęściej nosi się do niego marynarki typu Argyll (Argyle) i prosty sporran skórzany lub typu semi-dress. Gruby pas jest jak najbardziej wskazany. Dozwolone są dowolne buty, w zależności od okazji. Przy spacerach zalecane są zwykłe podkolanówki lub grube, spacerowe kilt-hose.

## Historia
Kilt jest pochodzenia celtyckiego i po raz pierwszy pojawił się w XVI w. jako wielki kilt (” the great kilt”), tartan (“the breacan”) lub przepasany pled (“belted plaid”). Znany jako filleadh mòr, lub wielki kilt, był pełnej długości odzieżą której górna część mogła być noszona jako płaszcz przerzucony przez ramię lub zarzucony na głowę. Wersja filleadh beag, mały kilt (znany także jako kilt spacerowy), podobna do nowoczesnego kiltu została stworzona w roku 1720 przez pochodzącego z Lancashire w Anglii Kwakra Thomasa Rawlinsona. Twierdził on, że przepasany pled jest “ciężki i nieporęczny” a rozwiązaniem tego miało być oddzielenie spódnicy i zmienienie jej na osobną część stroju z wszytymi zakładkami, który sam zaczął nosić.  Jego współtowarzysz, Iain MacDonnell, głowa klanu MacDonnells z Inverness poszedł w jego ślady i także zaczął nosić nową wersję kiltu. Niedługo po tym, członkowie klanu MacDonnells zatrudnieni przez Iana do wycinki drzew, produkcji węgla drzewnego i hutnictwa żelaza zauważyli nowy strój ich przełożonego i wkrótce podążyli za jego przykładem. Od tamtego czasu noszenie tego rodzaju kiltu rozprzestrzeniało się pośród mieszkańców szkockich wyżyn i nawet pomiędzy niektórymi mieszkańcami ziem północnych. Sugerowano, że jest dowód na to, że wersję kiltu z niewszytymi wkładkami noszono do lat 1690.

## Odmiany
Nazwa „kilt” jest stosowana do zakresu odzieży:
- Tradycyjnego stroju w historycznej formie lub w jego nowoczesnej adaptacji, teraz powszechnej w Szkocji (zobacz Historia kiltu(inne języki)) gdzie tartan ma zazwyczaj wzór kraciasty
- Kilty noszone przez Irlandzkie zespoły dudziarskie wzorowane na tradycyjnych szkockich strojach, ale o jednakowym kolorze
- Odmiany szkockiego kiltu zaadaptowane w innych celtyckich narodach takie jak walijskie cilt i kornijskie cilt

Według Słownika Języka Szkockiego oraz Oxfordzkiego Słownika Języka Angielskiego (Oxford English Dictionary) rzeczownik kilt pochodzi z czasownika plisować, pierwotnie znaczącego „przepasać; zawinąć (spódnicę) wokół ciała” i jest najprawdopodobniej pochodzenia Skandynawskiego.

### Szkocja
Współczesny szkocki kilt jest noszony jako strój formalny (2009).
Organizacje, które sankcjonują i oceniają konkursy w szkockim tańcu góralskim i grze na dudach mają zasady określające wymagany strój dla uczestników. Zasady te nakazują noszenie kiltu (z wyjątkiem tańców narodowych gdzie kobiety noszą Aboyne dress).

#### Projekt i elementy kiltu
Szkocki kilt ukazuje unikatowość projektu, budowę i konwencję, które wyróżniają go od innych strojów pasujących do ogólnego opisu. Dopasowany strój jest owinięty wokół ciała osoby, która go nosi w naturalnym wcięciu w talii (pomiędzy niższym żebrem a biodrem) zaczynając od jednej strony (zwykle po lewej stronie) wokół przodu i tyłu, znów poprzez przód, aż do przeciwnej strony. Zapięcia składają się z pasków i klamer na obu końcach, pasek na wewnętrznym końcu zwykle przechodzi przez materiał w pasie po to, by zostać zapiętym z zewnętrznej strony ubioru; opcjonalnie, może pozostać w środku i zostać zapięty od wewnętrznej strony.
Kilt zakrywa ciało od wcięcia w talii aż do kolan. Nakładające się warstwy z przodu są wyprasowane i nazywane fartuchami (z ang. „aprons”); pojedyncza warstwa materiału po bokach i z tyłu jest plisowana. Broszka przypięta jest z przodu w wolnym rogu (ale nie przepina się jej przez dolną warstwę ponieważ jej funkcją jest obciążenie stroju). Bielizna może, ale nie musi być noszona, gdyż zależy to od preferencji właściciela. Z drugiej strony tradycja mówi, że “prawdziwy Szkot” nie powinien nic nosić pod tartanem. Mimo to, Organizacja Tartanów Szkockich ostrzega, że w pewnych przypadkach praktyka ta może być „dziecinna i niehigieniczna” i jest „przeciwko zasadom przyzwoitości”.

#### Materiał
Typowy kilt, który możemy podziwiać podczas dzisiejszych tradycyjnych szkockich imprez kulturalnych jest stworzony z tkanej ukośnie, czesanej wełny. Tkanina ta jest „typu 2-2” co znaczy, że każdy pas materiału przechodzi przez i pod dwoma pasami naraz. Wynikiem tego jest unikatowy wzór splotu diagonalnego materiału, który jest nazywany linią diagonalną („twill line”). Ten rodzaj diagonalnej tkaniny, tkanej według danego wzoru pasków lub opisanego wzoru kolorów nazywamy tartanem. W przeciwieństwie do kiltu noszonego przez Szkotów, tartany noszone przez irlandzkie zespoły dudziarskie są zrobione z materiału o solidnym, najczęściej szafranowym lub zielonym kolorze.
Wagę materiału, z którego zrobiony jest kilt podaje się w uncjach na jard zaczynając od bardzo ciężkich samodziałów ważących około 510–620 gramów (18–22 uncji), po lekkie wełny ważące około 280–310 gramów (10–11 uncji). Najbardziej powszechną wagą kiltu jest 370 gramów (13 uncji) i 450 gramów (16 uncji). Cięższe kilty są bardziej odpowiednie na zimniejsze dni, podczas gdy te lżejsze są zwykle wybierane w cieplejsze dni, lub do intensywniejszych aktywności fizycznych takich jak na przykład szkocki taniec góralski. Niektóre wzory są dostępne jedynie w niektórych wagach kiltu.
Współczesny kilt dla dorosłych wykorzystuje około 6 do 8 jardów (5 do 7 metrów) pojedynczej szerokości lub 3 do 4 jardów (2 do 3 metrów) podwójnej szerokości tartanu. Materiał podwójnej szerokości jest tkany tak, aby wzór pasował do obrębu tkaniny. Kilty zazwyczaj są szyte bez wzmocnionych brzegów ponieważ sprawiło by to, że strój byłby zbyt masywny i nie układałby się w prawidłowy sposób. Ilość potrzebnego materiału zależy od pewnych czynników włączając rozmiar wzoru pasków, liczbę plis i rozmiar osoby która dany kilt założy. Do pełnego kiltu potrzeba 8 jardów materiału, bez względu na rozmiar i liczbę plis, podczas gdy ich głębokość zostaje dostosowana do ich wymiarów. Jednak dla osoby o szerszym pasie może być potrzebne nawet 9 jardów materiału.